# 1975 LIVE
『1975 LIVE』（1975ライブ）は、2015年9月23日に発売された鈴木茂とハックルバックのライブ・アルバム。

## 解説
1975年、鈴木茂のファースト・アルバム『BAND WAGON』の発売に合わせ結成されたハックルバックが、同年11月の解散までに行った10数回のライヴの中から4月4日、大阪サンケイホールで行われた「ベイエリア・コンサート スーパーロックジェネレーション」（共演：シュガー・ベイブ）と、5月5日に京都会館で行われた「ファースト&ラスト・コンサート」（共演：ティン・パン・アレー）の模様をほぼ完全収録した完全未発表のCD2枚組。
本作は、2013年11月に亡くなったエンジニア藤井暁が遺した膨大なテープの中から発見されたカセットテープを元にCD化。藤井のエンジニア・ワークスを辿るシリーズの第1回発売としてリリースされた。マスタリングには鈴木茂が自らコンプレッサーを持ち込んで作業が行われた。ブックレットには桑本正士によるメンバーの写真と、長門芳郎提供による資料を収載。

## 収録曲

### DISC-1

#### 1975年4月4日「ベイエリア・コンサート スーパーロックジェネレーション」（大阪サンケイホール）
1. スノー・エクスプレス
2. 人力飛行機の夜
3. Ain't Nobody's Business
4. バッド・ジャンキー・ブルース
5. 砂の女
6. 100ワットの恋人

#### 1975年5月15日「ファースト&ラスト・コンサート」（京都会館）リハーサル
この4曲はあくまでもリハーサルのため収録を見送ることも考えられたが、佐藤博による「アップルノッカー」のジャムっぽく作られたと思われるメンバー全員のノリが良かったとの理由により、収録された。
1. アップルノッカー
2. 砂の女
3. Ain't Nobody's Business
4. 100ワットの恋人

### DISC-2

#### 1975年5月15日「ファースト&ラスト・コンサート」（京都会館）
本番をノーカットで収録。ジミー・ウィザースプーン（Jimmy Witherspoon）の歌で知られるブルースのカヴァー「Ain't Nobody's Business」と、佐藤のオリジナル「バッド・ジャンキー・ブルース」の2曲は、佐藤がヴォーカルをとっている。また、「Ain't Nobody's Business」には、ソー・バッド・レビューのメンバー国府輝幸がピアノで参加している。
1. スノー・エクスプレス
2. 人力飛行機の夜
3. 八月の匂い
4. アップルノッカー
5. Ain't Nobody's Business
6. バッド・ジャンキー・ブルース
7. 砂の女
8. ウッドペッカー
9. 100ワットの恋人

## クレジット
| 鈴木茂とハックルバック         |
| 鈴木茂：ヴォーカル、ギター     |
| 佐藤博：キーボード、ヴォーカル |
| 田中章弘：ベース               |
| 林敏明：ドラムス               |
|                                |
| 国府輝幸：ピアノ (DISC-2/M-5)  |

### スタッフ
| 制作監修：鈴木茂                               |
| 制作協力：林敏明、田中章弘、ちるど             |
| 写真：桑本正士                                 |
| 資料提供：長門芳郎                             |
| マスタリング：中村宗一郎（ピースミュージック） |
| 編集：杉本博士                                 |
| 監修：川上綾子                                 |
| 監修協力：北島利容                             |
| デザイン：ダダオ                               |
| 制作・発売：SUPER FUJI DISCS/DIW/diskunion     |

## リリース日一覧
| 地域 | リリース日    | レーベル                           | 規格 | カタログ番号 | 備考 |
| ---- | ------------- | ---------------------------------- | ---- | ------------ | --- |
| 日本 | 2015年9月23日 | SUPER FUJI DISCS / DIW / diskunion | 2CD  | FJSP-239/240 | 4月5日「ベイエリア・コンサート スーパーロックジェネレーション」（大阪サンケイホール、共演：シュガーベイブ）と、5月5日「ファースト&ラスト・コンサート」（京都会館、共演：ティン・パン・アレー）の模様をほぼ完全収録した完全未発表の2枚組CD。 |